# Toll Point
Das Kap Toll Point liegt an der Küste Gambias in Westafrika an der Mündung des Flusses Gambia zum Atlantischen Ozean bei der Hauptstadt Banjul. Die Landmarke liegt in rund eineinhalb Kilometer Entfernung zum Oyster Creek.
Der Bereich vom Toll Point bis zur nahegelegenen Erdnussmühle ist ein bevorzugter Platz für Vogelbeobachtung. Die kleine nahegelegene Lagune zieht Pelikane, Möwen, Reiher aber auch Eisvögel und andere Arten an. Der Toll Point gehört zum Naturschutzgebiet Tanbi Wetland Complex.